# Goo Goo Gai Pan
Goo Goo Gai Pan, llamado Gu Gu Gai Pan en España y Aventura en China en Hispanoamérica, es el duodécimo episodio perteneciente a la decimosexta temporada de la serie animada Los Simpson, y se estrenó en Estados Unidos el 13 de marzo de 2005. El episodio fue escrito por Dana Gould y dirigido por Lance Kramer. En este episodio, Selma es diagnosticada con menopausia, por lo que hace pasar a Homer como su esposo para poder adoptar un bebé en China.

## Sinopsis
Todo comienza cuando Selma va con el Sr. Burns en su coche, para que se saque el carnet de conducir. Sin embargo, Selma comienza a sentir mucho calor, provocando un accidente. En el hospital, el Dr. Hibbert le dice a Selma que estaba entrando en la menopausia. 
Al ver que ya no podría tener hijos, Selma decide adoptar un bebé. Al principio, quiere adoptar un hijo de Cletus, pero finalmente el padre se lo lleva, por lo que decide ir a China para adoptar una bebé. Cuando está rellenando los papeles de la adopción, Selma descubre que para adoptar un bebé debe estar casada, por ello, se hace pasar por la esposa de Homer. 
Selma lleva a Homer y a su familia a China. En el avión, Marge le dice a Homer que tendría que aparentar ser el esposo de Selma. Homer, aunque no le gusta la idea, decide aceptar. Cuando llegan a China, Selma dice que Bart y Lisa son sus hijos, y que Marge era la niñera. La agente de adopción de China, Madam Wu, le dice a Selma que le daría el bebé en unos días. Cuando, luego, le pregunta a Homer a qué se dedicaba, él decide mentir y dice que era un trapecista chino. 
En un show de acrobacias al que acude la familia y Madam Wu, se descubre que el trapecista estrella no estaba presente, por lo que el público presiona a Homer para que ocupe su lugar. Al principio, el acto sale bien, pero Homer luego comienza a gritar y cae estrepitosamente, terminando en un hospital. Allí, Selma recibe a su bebé, una niña a la que llama Ling. Finalmente Homer y Marge se quedan solos en la habitación y, cuando ellos se besaron, se descubre que Madam Wu estaba escondida tras un cuadro de Mao Zedong. 
Cuando los Simpson y Selma están a punto de irse, Madam Wu se lleva a Ling al descubrir que aquel matrimonio era una mentira. En el aeropuerto, los Simpson tratan de consolar a Selma, y Lisa pronto tiene una idea para traer a Ling de vuelta. En la guardería, todos visten y pintan a Homer para que parezca una estatua dorada de Buda. Los guardias del hospital, al ver a la estatua en la vereda, deciden llevársela al interior del edificio. Cuando se van, Homer entra en la guardería, y busca a una bebé china... en una guardería china. Después de mirar todas las camas encuentra a Ling y se la lleva. 
Los Simpson, Selma y Ling pasan por la Ciudad Prohibida, donde se encuentran con Madam Wu, quien reclamaba a la bebé. Selma decide razonar con ella, diciéndole que Ling no tendría padre, pero que ella la criaría mucho mejor que cualquier hombre. Finalmente, Madam Wu acepta que Selma se lleve a Ling. Aparentemente, Wu misma había sido criada solo por su madre, ya que su padre había muerto atragantado por una pelota de ping-pong y al día siguiente crearon la Maniobra de Heimlich. Selma, Ling y los Simpson se van de China en barco. Sin embargo, Bart había sido reemplazado por un espía chino.